# Portunus sayi
Portunus sayi är en kräftdjursart som först beskrevs av Lewis Reeve Gibbes 1850.  Portunus sayi ingår i släktet Portunus och familjen simkrabbor. Inga underarter finns listade i Catalogue of Life.